# Paraneetroplus
Paraneetroplus is een geslacht van straalvinnige vissen uit de familie van cichliden (Cichlidae).
De geografische spreiding van het geslacht beperkt zich tot Midden-Amerika, voornamelijk Mexico, Guatemala en Nicaragua. De vissen hebben over het algemeen een ovaal lichaam en een lengte variërend tussen 15 en 35 cm. Het geslacht bestaat uit 14 soorten.

## Soorten
- Paraneetroplus argenteus (Allgayer, 1991)
- Paraneetroplus bifasciatus (Steindachner, 1864)
- Paraneetroplus breidohri (U. Werner & Stawikowski, 1987)
- Paraneetroplus bulleri Regan, 1905
- Paraneetroplus fenestratus (Günther, 1860)
- Paraneetroplus gibbiceps (Steindachner, 1864)
- Paraneetroplus guttulatus (Günther, 1864)
- Paraneetroplus hartwegi (J. N. Taylor & R. R. Miller, 1980)
- Paraneetroplus maculicauda (Regan, 1905)
- Paraneetroplus melanurus (Günther, 1862)
- Paraneetroplus nebuliferus (Günther, 1860)
- Paraneetroplus regani (R. R. Miller, 1974)
- Paraneetroplus synspilus (C. L. Hubbs, 1935)
- Paraneetroplus zonatus (Meek, 1905)